# كولنسونية كبيرة القنابات
كولنسونية كبيرة القنابات (الاسم العلمي:Collinsonia macrobracteata) هي نوع من النباتات تتبع جنس الكولنسونية من الفصيلة الشفوية.